# ブリス -たどり着く世界-
『ブリス 〜たどり着く世界〜』（原題:Bliss）は2021年に配信されたアメリカ合衆国のSF映画である。監督はマイク・ケイヒル、主演はオーウェン・ウィルソンが務めた。

## あらすじ
離婚したばかりのグレッグ・ウィットルは勤務中に空想に耽ることが多かったため、職務怠慢を理由に解雇を通告される。グレッグは怒りにまかせて上司のビョルンを突き飛ばし、ビョルンはテーブルの角に頭をぶつけて死んでしまう。パニックになったグレッグはビョルンの死体をカーテンの後ろに隠し、そのまま向かいの酒場に直行する。グレッグが酒をあおっていると、見知らぬ女性（イザベル）から話しかけられる。イザベルはグレッグがビョルンを殺したことを知っており、この世界は自分が創造したシミュレーションに過ぎないと言う。二人が見守る中でビョルンの体は窓から落ち、目撃者には自殺のように見える。イザベルは警察に疑われないよう身を隠し、家族と接触しないよう言う。ビョルンの携帯電話を売り飛ばし、現金を得る。
イザベルはグレッグを橋の下のテントに連れていく。グレッグは自分が描いた絵を見せる。イザベルのくれた黄色いクリスタルを摂取したグレッグはテレキネシスを使えるようになる。イザベルがケンドからクリスタルを補充している時、グレッグを娘のエミリーが見つける。エミリーは電話番号が書かれた自分の卒業式の写真を渡す。朝、グレッグがテントで目を覚ますとイザベルの姿は消えている。グレッグはエミリーに電話をしに行くが、留守番電話のメッセージが流れるだけである。テントに戻るとイザベルは家族に連絡したことで怒り、エミリーは現実ではないと主張する。グレッグが信じないため、イザベルは不足ながらも青い水晶を摂取させて、グレッグをシミュレーションの外側に連れ出す。
目を覚ましたグレッグは、イザベルを含む人々とともにコンピューターにつながれ、科学者たちの観察下にある。イザベルは自分が開発したブレインボックスを用い、別の現実のシミュレーションが人の脳に及ぼす影響を研究していると言う。イザベルはグレッグを家に連れて行き、二人はパートナーであると語る。グレッグはこの世界の記憶を失っており、イザベルは世界がオートメーション、合成生物学、小惑星の鉱山などにより貧困などの諸問題を解決したと教える。グレッグはエミリーなどの別の世界の記憶のほうを真実のように感じるが、イザベルはシミュレーションの副作用だと答える。
数日後、ブレインボックスの研究成果の発表会が開かれる。亡霊のような姿のエミリーがグレッグの前に姿を現し、戻ってくれるよう請う。イザベルもまた、シミュレーションの影響が自分の心に残っていることに気づき、十分な量の青い水晶を摂取して完全にシミュレーションから脱出しなおす必要性に気づく。二人はブレインボックスにつながれてシミュレーションに戻る。イザベルはケンドを殺して青い水晶を奪うが、警察に追われる。テントに戻ると1人分の青い水晶しか入手出来ておらず、警察が迫る。エミリーは警察によりパトカーに押し込まれる。グレッグはイザベルが1人だけで戻るよう願い、イザベルはグレッグを逃したあとに青い水晶を摂取してシミュレーションを抜ける。残ったグレッグはリハビリテーション施設に通い、エミリーと再会する。

## キャスト
※括弧内は日本語吹替。
- グレッグ・ウィットル：オーウェン・ウィルソン（志賀麻登佳）
- イザベル・クレメンス：サルマ・ハエック（きそひろこ）
- ドリス：マデリーン・ジーマ
- エミリー・ウィットル：ネスタ・クーパー（弘松芹香）
- キャメロン：ジョシュア・レナード
- アーサー・ウィットル：ホルヘ・レンデボルグ・Jr（新祐樹）
- ケンドー：ロニー・チェン
- ビョルン・ペデルセン：スティーヴ・ジシス（丸山壮史）
- クリス：ビル・ナイ（佐々木睦）
- スラヴォイ・シジェク：スラヴォイ・ジジェク

日本語吹替その他出演：篠田有香、谷口恵美、松川裕輝、森永麻衣子、長谷川敦央、安江友紀、駒谷昌男、吉田勝哉、山中まどか、佐々木薫、羽鳥佑、田村千恵、藤高智大
日本語版制作スタッフ　演出：伊達康将、翻訳：杉田朋子、制作：東北新社

## 製作・マーケティング
2019年6月20日、マイク・ケイヒル監督の新作映画にオーウェン・ウィルソンとサルマ・ハエックが出演することになったと報じられた。7月、本作の主要撮影がロサンゼルスで始まった。なお、撮影はクロアチアでも行われた。
2020年4月20日、ウィル・ベイツが本作で使用される楽曲を手がけるとの報道があった。2021年1月13日、本作のオフィシャル・トレイラーが公開された。2月5日、ミラン・レコーズが本作のサウンドトラックが発売された。

## 評価
本作に対する批評家の評価は芳しいものではない。映画批評集積サイトのRotten Tomatoesには84件のレビューがあり、批評家支持率は30%、平均点は10点満点で4.9点となっている。サイト側による批評家の見解の要約は「アイデア自体はまあまあクールなものである。しかし、『ブリス 〜たどり着く世界〜』はそれを活かして面白いSFドラマを作り上げることができなかった。」となっている。また、Metacriticには20件のレビューがあり、加重平均値は38/100となっている。